# Культурна революція в Китаї

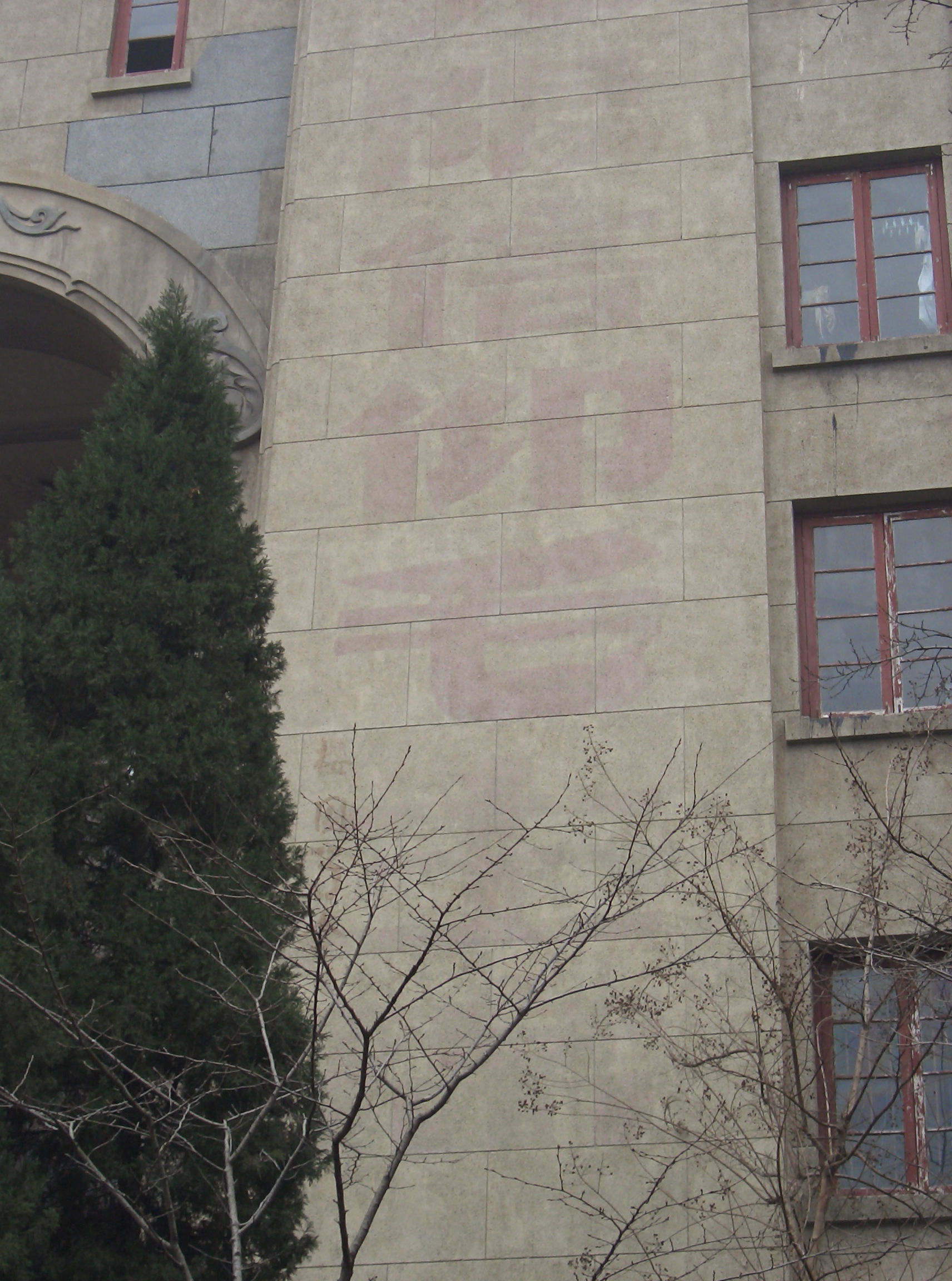
Затертий пропагандистський слоган доби Культурної революції на будівлі Вучанського університету: «Безмежна віра у Мао»

Культурна революція (1966—1976 рр.) — масовий рух, початий вождем китайської комуністичної партії Мао Цзедуном, спрямований проти вищих представників середнього класу — державних службовців, артистів і вчених, що були знищені, ув'язнені, принижені або вигнані з країни. Спрямована на «очищення» китайського комунізму, вона була також спробою Мао оновити свою політичну й ідеологічну позицію всередині Китаю. Управлінський і економічний хаос, що виник унаслідок, мав багато довгострокових наслідків.
Зрештою, культурна революція мала на меті зміцнення монопольної влади Мао як єдиного «вождя» Китаю (офіційно — «очищення» китайського комунізму). Вона призвела до знищення значної частки китайської національної культурної та історичної спадщини, економічного та управлінського хаосу, зубожіння та різкого спаду рівня добробуту та загальної культури населення. Кількість жертв офіційно досі точно не встановлена і оцінюється приблизно в 40-70 мільйонів.

## Передумови

### Великий стрибок
З 1958 по 1960 рік в Китаї проводилась політика Великого стрибка, націлена на зміцнення індустріальної бази і різкий підйом економіки країни. У цей час Китай був на 90 % аграрною країною, яка конче потребувала модернізації. Мао Цзедун обґрунтовував політику Великого стрибка за допомогою марксистської теорії продуктивних сил. Було проведено низку реформ: зокрема, заборонені релігійні організації і містичні ритуали, проведена часткова колективізація і утворені малі селянські господарства, держава взяла під контроль розподіл сільськогосподарської продукції. Китай спочатку намагався наслідувати досвід СРСР і використовував радянських фахівців. Проте спроба посилення економічного зростання за допомогою різкої колективізації, а також підміна професіоналізму ентузіазмом обернулися катастрофою: наслідком Великого стрибка стала смерть від 20 до 40 мільйонів осіб, що зробило його однією з найбільших соціальних катастроф 20 століття.

### Міжнародні відносини
Наприкінці 1950-х років відбувся дипломатичний конфлікт між КНР і СРСР. Пік конфлікту припав на 1969 рік, закінченням конфлікту вважається кінець 1980-х. Конфлікт супроводжувався розколом міжнародного комуністичного руху.
Викриття сталінізму на XX з'їзді КПРС, хрущовський курс на поступову лібералізацію в економіці при політиці «Мирного співіснування» викликали невдоволення Мао Цзедуна як такі, що суперечать комуністичній ідеології і створюють загрозу його особистій владі в КПК. Політика Микити Хрущова названа в Китаї ревізіоністською, а її прихильники (Лю Шаоці та інші) піддані нищівній критиці в роки Культурної революції.
З боку СРСР знаком невдоволення маоїстською політикою стало раптове відкликання всього корпусу радянських фахівців, що працювали у КНР за програмою міжнародного співробітництва. Кульмінацією конфлікту стали прикордонні сутички навколо острова Даманський на річці Уссурі.

## Періодизація

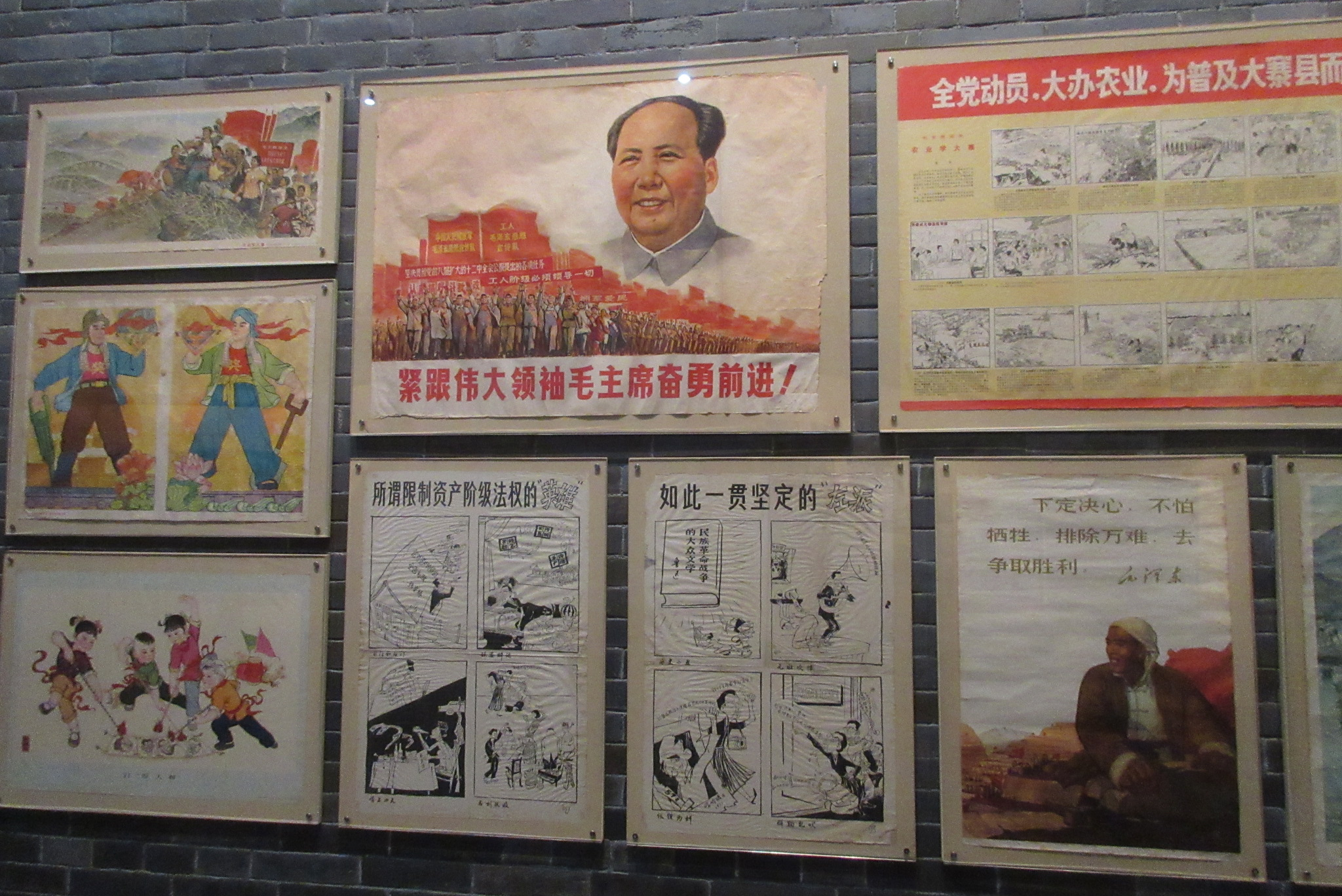
Плакати часів культурної революції

### Перший етап
Відтак, основним ворогом Китаю 1960-х років Мао Цзедун проголосив внутрішній і міжнародний ревізіонізм. Культурна революція першочерговою метою мала боротьбу з ним. Перший етап революції, який виявився найбільш активним та руйнівним, тривав з березня 1966 року по жовтень 1969 року. Формальним приводом до реалізації Культурної революції стала опублікована 1965 року в шанхайській газеті стаття Яо Веньюаня із заголовком «Про нову редакцію історичної драми Розжалування Хай Жуя». Цю п'єсу, присвячену одному з епізодів історії середньовічного Китаю, написав 1960 року китайський історик та водночас заступник мера Пекіна У Хань. Його звинуватили у натяках на звільненні міністра оборони Пен Дехуя, який 1959 року зважився дати негативну оцінку політиці Великого стрибка. Окрім власне У Ханя, почалися переслідування керівників Пекінського міського комітету КПК, а також працівників відділу пропаганди Центрального комітету КПК. Наприкінці 1965 року з усіх посад був знятий Ло Жуйцін за звинуваченням в узурпації всієї влади в армії і виступі проти партії. Так Мао Цзедун почав боротьбу за одноосібне лідерство в партії.
В травні 1966 року Політбюро ЦК КПК прийняло повідомлення Мао з основними тезами Культурної революції, одночасно зняті з посад Пен Чжень, Лу Діньї, Ян Шанкунь. Створену групу у справах Культурної революції очолив Чень Бода, колишній секретар Мао, його заступниками — дружина Мао та Чжан Чуньцяо. Для придушення будь-яких проявів опозиції вже наприкінці 1966 року організовані перші загони хунвейбінів, у середній школі при Пекінському університеті Цінхуа. Згодом заняття у школах та вишах країни за розпорядженням Мао зовсім припинилися, розгорнулися масові гоніння проти інтелігенції під приводом ревізіонізму. Стали традиційними «суди мас». За далеко не повними даними, тільки в період з 23 серпня до кінця вересня 1966 року хунвейбіни лише в Пекіні вбили 1722 осіб і конфіскували майно у 33 695 сімей. До 3 жовтня 1966 року по всій країні з міст вигнано 397 400 осіб.
Між тим, у серпні 1966 року відбувся XI пленум ЦК КПК, на якому Мао Цзедун оголосив про існування в партії «буржуазного штабу» і відкрито закликав відкрити «Вогонь по штабах!», повністю розгромити керівні партійні органи на місцях, а потім створити нові органи влади. Таким чином, погроми хунвейбінів набули ще більшого масштабу. Репресіям піддали близько 53 тисяч осіб, окрім багатьох видатних партійних працівників загинули й письменники, зокрема Лао Ше, Чжао Шулі. В грудні 1966 року поряд із хунвейбінами сформовані загони цзаофанів, які складали переважно молоді робітники. Вони мали перенести Культурну революцію з освітнього середовища на підприємства і заклади.
Однак і вони не змогли повністю зламати народний опір: працівники влаштовували страйки, вступали в бої із бунтарями, проти «зачисток» виступили й політичні діячі — Чжу Де, Хе Лун, Чень Ї. Тому незабаром розгорнулася кампанія із «захоплення влади». Вперше цзаофані захопили владу в січні 1967 року в Шанхаї. В Пекіні до середини січня «захоплення влади» відбулося загалом у близько 300 відомствах і установах. Паралельно формувалися нові органи влади — революційні комітети. При цьому армія перебирала на себе контроль над комунікаціями, банками, центральними архівами та тюрмами. Однак і в армії не всі покірно підтримували «бунтарів», про що свідчать Уханські події літа 1967 року, тому на допомогу цзаоафані та хунвейбінам виділяли спеціальні частини. До кінця літа 1967 року практично вся країна опинилася під військовим контролем.
У жовтні 1968 року відбувся XII пленум ЦК КПК, у ньому взяла участь тільки третина складу, адже решта вже була репресована. Пленум схвалив всі заходи Культурної революції і назавжди виключив із КПК Лю Шаоці. В квітні 1969 року відбувся IX з'їзд КПК, який остаточно затвердив усі заходи Культурної революції, здійснені в період 1966—1969 років, і прийняв новий Статут КПК. Останній не містив уже чітких економічних програм, а містив «ідеї Мао Цзедуна». Наступником Мао призначався Лінь Бяо.
Загалом, згідно з обвинуваченням «четвірки» і Лінь Бяо від 1981 року, жертвами цих років стало понад 727 тисяч осіб, з яких 34 тисячі загинули. За офіційними даними Китаю, кількість постраждалих в ході Культурної революції склала близько 100 млн осіб.

### Другий етап
Другий етап тривав між IX і X з'їздами КПК, від травня 1969 до серпня 1973 року. Перші роки Культурної революції стали катастрофою для економіки Китаю, тому на початку 1970-х років політика партії була дещо підкорегована, зокрема вводилися елементи планування економіки, організації виробництва, матеріального стимулювання. Певне пом'якшення відбулося і в галузі культури.
Однак у березні 1970 року Мао Цзедун висунув ідею змінити Конституцію КНР і передусім скасувати посаду Голови КНР. Проти цього виступили Лінь Бяо і Чень Бода, в тому числі на II пленумі ЦК КПК в серпні того самого року. У відповідь 31 серпня Мао оприлюднив документ «Моя думка», де розкритикував Чень Бода й ініціював розслідування його діяльності, а 16 листопада вийшли «Вказівки з питання про антипартійної діяльності Чень Бода». У вересні 1971 року в авіакатастрофі загинув Лінь Бяо, за офіційною партійною версією «після невдалої спроби перевороту, намагаючись втекти з Китаю». За цим відбулася «зачистка» в армії, десятки тисяч офіцерів піддали репресіям. Офіційно розгорнулася кампанія критики Лінь Бяо.
1972 року розпочався процес відновлення профспілок, комсомолу та інших молодіжних організацій. В березні 1973 року Центральний комітет КПК реабілітував Ден Сяопіна і відновив на посаді заступника прем'єра Державної Ради. В серпні відбувся Х з'їзд КПК, який підтримав критику Лінь Бяо і Чень Бода, закликав народ і далі продовжити взятий курс Культурної революції, за основу якого поклали ідеї Мао Цзедуна про «Продовження революції в умовах диктатури пролетаріату», про «Загострення класової боротьби між пролетаріатом і буржуазією».

### Третій етап
Третій етап тривав від X з'їзду КПК до розгрому «банди чотирьох» на чолі з Цзян Цін, від вересня 1973 до жовтня 1976 року. Внутрішньополітична обстановка залишалася вкрай нестійкою. 1974 року Цзян Цін і Ван Хунвень висунули пропозицію, підтриману Мао, критики Лінь Бяо і Конфуція. Окрім засудження «кар'єриста» і «антипартійного елемента» Лінь Бяо, розгорнулася кампанія розвінчання конфуціанства. Останньому протиставлявся легізм — давньокитайська філософія.
Не зважаючи на досягнутий на X з'їзді компроміс між різними силами в КПК, обстановка в країні продовжувала залишатися нестабільною. На початку 1974 р. за пропозицією Цзян Цін, Вана Хунвеня та їх прихильників, підтриманою Мао Цзедуном, розгорнули нову загальнонаціональну політико-ідеологічну кампанію "критики Лінь Бяо і Конфуція. Початок їй поклали виступи в пресі, спрямовані на розвінчання конфуціанства і вихваляння легізму — давньокитайської філософської школи 5-2 століть до н. е., яка відстоювала необхідність підпорядкування суспільства законам.
В січні 1975 року на першій сесії Загальнокитайських зборів народних представників, скликаних вперше за останнє десятиріччя, прийняли нову Конституцію КНР. До неї увійшли установки першого етапу Культурної революції, однак членам «комун» дозволялося мати присадибні ділянки, закріплялася необхідність поліпшення як матеріального, так і культурного рівня життя. Сесія також сформувала склад вищих державних керівних органів, до них увійшли представники різних угруповань, що продовжували боротьбу між собою.
Наприкінці 1974 — на початку 1975 року розгорнулася нова кампанія — «за вивчення теорії диктатури пролетаріату», яка насправді ставила за мету боротьбу із тими політиками, які на перший план висували необхідність пожвавлення економічного розвитку, серед них Чжоу Еньлай, Чень Юнь, Ден Сяопін. В світлі нових ідей оплата за результатами праці, право утримувати присадибну ділянку тощо виявлялося «буржуазним правом». Скасували матеріальне заохочення працівників, ввели роботу понад норму. У відповідь робітники влаштовували страйки, а селяни вдавалися до заворушень.
В січні 1976 року після тривалої хвороби помер прем'єр Державної Ради Чжоу Еньлай. Під час церемонії, присвяченій його пам'яті, у квітні 1976 року на центральній площі Пекіна Тяньаньмень відбулися масові виступи, які вимагали відсторонення «четвірки» на чолі із Цзян Цін. За цим наступила нова хвиля чисток, спрямована проти Ден Сяопіна особисто (його зняли з усіх посад) та його прихильників. Однак 9 вересня 1976 року помер Мао Цзедун. Це, а також наступний арешт «четвірки» поклало край Культурній революції. Почався новий етап розвитку країни.